# شنلی، هارتفوردشر
شنلی (به انگلیسی: Shenley) یک روستا و محله مدنی در بریتانیا است که در Hertsmere واقع شده‌است. شنلی ۴٬۴۷۴ نفر جمعیت دارد.